# Vampires (série télévisée)
Pour les articles homonymes, voir Vampires (homonymie).
Vampires est une série télévisée d'horreur française en six épisodes d'environ 40 minutes créée par Benjamin Dupas et Isaure Pisani-Ferry, d'après le roman de Thierry Jonquet, et mise en ligne le 20 mars 2020 sur la plateforme de vidéo à la demande Netflix.

## Synopsis
Les Vampires existent. Ici, parmi nous. Aujourd’hui dans Paris, la famille de Martha Radescu vit clandestinement. Mais lorsque Doïna, 16 ans, se révèle vampire d’un nouveau genre, leur équilibre fragile explose. Mi-humaine mi-vampire, Doïna apprend à vivre avec sa double nature.

## Distribution
- Suzanne Clément : Martha Radescu
- Oulaya Amamra : Doïna Radescu
- Aliocha Schneider : Ladislas Nemeth
- Dylan Robert : Nacer
- Mounir Amamra : Andréa Radescu
- Pierre Lottin : Rad Radescu
- Juliette Cardinski : Irina Radescu
- Kate Moran : Csilla Nemeth
- Bilel Chegrani : Moji
- Antonia Buresi : Elise
- Ayumi Roux : Clarisse
- Jade Phan-Gia : La psychologue
- Theo Hakola : Gabor Nemeth
- Jonathan Genet : Auguste
- Marilú Marini : Belen
- Jalal Altawil : Stan

## Production

### Développement
C'est via un tweet publié le 13 novembre 2019 que Netflix France annonce la sortie d'une série intitulé Vampires, dont les personnages principaux sont incarnés par Suzanne Clément et Oulaya Amamra,.

### Casting
La présence de Suzanne Clément et Oulaya Amamra est annoncé par un tweet le 13 novembre 2019.

## Épisodes
1. Une lycéenne comme les autres
2. Je suis un monstre
3. Oublie ta vie d'avant
4. Un sang, une loi, une mère
5. Tout est possible dans ce monde
6. L'Alpha et l'Oméga